# Khaled Narey
Khaled Narey (* 23. Juli 1994 in Neuwied) ist ein togoisch-deutscher Fußballspieler.

## Familie
Narey wurde in Neuwied am Mittelrhein geboren und wuchs in Leverkusen auf. Seine Eltern stammen aus Togo, er besaß jedoch zunächst ausschließlich die deutsche Staatsangehörigkeit.

## Karriere

### Im Verein
Narey begann in Andernach nahe seiner Geburtsstadt Neuwied bei der SG 99 Andernach mit dem Fußballspielen. Da sein Vater ein Jobangebot im 100 Kilometer entfernten Leverkusen angenommen hatte, zog die Familie um und der 9-Jährige spielte fortan beim SV Bergfried Leverkusen. Über den SV Bergisch Gladbach 09 wechselte Narey schließlich zur Saison 2010/11 in das Nachwuchsleistungszentrum von Bayer 04 Leverkusen. Dort gehörte der 16-Jährige in seinem ersten Jahr den B1-Junioren (U17) an, mit denen er in der B-Junioren-Bundesliga spielte. In den Spielzeiten 2011/12 und 2012/13 spielte Narey mit den A-Junioren (U19) in der A-Junioren-Bundesliga.
Nachdem Narey die Junioren durchlaufen hatte, rückte er zur Saison 2013/14 in die zweite Mannschaft auf. Dort wurde er auf Anhieb zum Stammspieler und absolvierte 36 Spiele (33 von Beginn) in der viertklassigen Regionalliga West, in denen er 8 Tore erzielte.
Nachdem Bayer 04 Leverkusen seine zweite Mannschaft nach der Spielzeit abgemeldet hatte, wechselte Narey zur Saison 2014/15 in die 3. Liga zur zweiten Mannschaft von Borussia Dortmund. Auch beim BVB entwickelte er sich zum Stammspieler und absolvierte 34 Drittligaspiele (33 von Beginn), in denen er ein Tor erzielte. Zum Beginn der Saison und im April 2015 gehörte Narey zudem unter Jürgen Klopp bei 3 Bundesligaspielen dem Spieltagskader der Profimannschaft an, ohne jedoch eingewechselt zu werden.
Zur Saison 2015/16 wechselte Narey für ein Jahr auf Leihbasis in die 2. Bundesliga zum Absteiger SC Paderborn 07. Unter den Cheftrainern Markus Gellhaus, Stefan Effenberg und René Müller absolvierte er jedoch nur 13 Zweitligaspiele (11-mal von Beginn), in denen er ein Tor erzielte, und stieg mit der Mannschaft als Tabellenletzter in die 3. Liga ab. Zudem kam Narey zu 4 Einsätzen (2 Tore) in der zweiten Mannschaft in der fünftklassigen Oberliga Westfalen.
Zur Saison 2016/17 wurde er von der SpVgg Greuther Fürth verpflichtet. Dort etablierte sich Narey wieder sofort als Stammspieler und kam in seiner ersten Saison auf 31 Zweitligaspiele (alle von Beginn), in denen er 2 Tore erzielte. In der Saison 2017/18 absolvierte er alle 34 Ligaspiele in der Startelf und erzielte 6 Tore.
Zur Saison 2018/19 wechselte Narey zum Hamburger SV. Er unterschrieb beim Bundesliga-Absteiger einen Vertrag mit einer Laufzeit bis zum 30. Juni 2022. Unter den Cheftrainern Christian Titz und Hannes Wolf etablierte er sich als Stammspieler auf dem Flügel und kam auf 32 Ligaeinsätze (28-mal von Beginn). Mit 7 Ligatoren war er hinter Pierre-Michel Lasogga (13) der zweitbeste Torschütze seiner Mannschaft, die mit dem 4. Platz den direkten Wiederaufstieg verpasste. In der Saison 2019/20 war Narey unter dem neuen Cheftrainer Dieter Hecking auf den Flügeln hinter Sonny Kittel und Bakery Jatta meist nur Ersatz. Die meisten Startelfeinsätze konnte er als Rechtsverteidiger während der Verletzungen von Josha Vagnoman und Jan Gyamerah verzeichnen. Narey kam in dieser Saison, die für den HSV erneut auf dem 4. Platz endete, auf 16 Zweitligaeinsätze (12-mal von Beginn), in denen er ein Tor erzielte. Auch in der Saison 2021/22 war er unter Daniel Thioune und dem Interimstrainer Horst Hrubesch, der die letzten 3 Spiele verantwortete, meist nur Ersatz. Er kam auf 29 Ligaeinsätze, stand jedoch nur 13-mal in der Startelf und erzielte 3 Tore. Der HSV wurde zum dritten Mal in Folge Vierter. In der Sommerpause einigte sich Narey mit dem Verein auf eine Auflösung des noch ein Jahr laufenden Vertrags.
Zur Saison 2021/22 wechselte Narey innerhalb der 2. Bundesliga zu Fortuna Düsseldorf. Er unterschrieb einen Vertrag bis zum 30. Juni 2023. Dort spielte er unter Christian Preußer und dessen Nachfolger Daniel Thioune, der die Mannschaft im Februar 2022 übernahm, die zahlenmäßig beste Saison seiner Profikarriere. Er kam 31-mal in der Liga zum Einsatz, stand 29-mal in der Startelf, erzielte 8 Tore und bereitete 15 weitere vor. Damit war Narey hinter Sonny Kittel der zweitbeste Vorlagengeber der Spielzeit.
Nach einem Jahr in Düsseldorf wechselte Narey zur Saison 2022/23 zum griechischen Erstligisten PAOK Thessaloniki, bei dem er einen Vertrag bis zum 30. Juni 2026 unterschrieb.
Im August 2023 wechselte er zum Khaleej Club nach Saudi-Arabien. Im Januar 2025 wechselte er innerhalb Saudi-Arabiens zu Al-Ula FC, der in Saudi Second Division League, der 3. Liga des saudischen Fußballsystems, spielt.

### In der Nationalmannschaft
Am 16. November 2023 debütierte Narey im Rahmen der Qualifikation zur Weltmeisterschaft 2026 in der togoischen Nationalmannschaft.